# 523

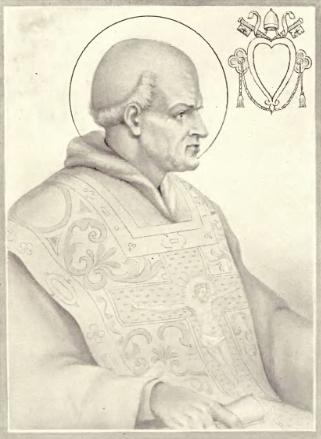
Paus Johannes I (r. 523-526)

Het jaar 523 is het 23e jaar in de 6e eeuw volgens de christelijke jaartelling.

## Gebeurtenissen

### Europa
- Justinianus, neef en toekomstig troonopvolger van keizer Justinus I, trouwt in Constantinopel de 23-jarige Theodora. Het huwelijk ondervindt weerstand onder de aristocratie, vanwege het feit dat zij oorspronkelijk een actrice en danseres is.
- De Frankische koningen Chlotarius I, Chlodomer en Childebert I vallen Bourgondië binnen. Koning Sigismund wordt verslagen en door Chlodomer gevangengenomen. Sigismunds broer Gundomar weet te ontsnappen en zoekt een veilig heenkomen bij de Ostrogoten, bondgenoten van de Bourgondiërs.
- Johannes I volgt Hormisdas op als de 53e paus van Rome. Tijdens zijn pontificaat wordt hij in opdracht van koning Theodorik de Grote naar Constantinopel gestuurd.
- Theodorik laat de wijsgeer Boethius arresteren. Tijdens zijn gevangenschap schrijft hij het boekwerk "Vertroosting der Wijsbegeerte".

- Vermoedelijke jaar van de laatste voorstelling in het Colosseum te Rome.

### Afrika
- Koning Thrasamund van de Vandalen overlijdt na een regeerperiode van 27 jaar. Hij wordt opgevolgd door zijn neef Hilderik die in tegenstelling tot de grote meerderheid van de Vandalen niet Ariaan maar katholiek is, beëindigt meteen alle anti-katholieke maatregelen. Er heerst onrust in het Vandaalse Rijk, de Berbers plunderen de stad Leptis Magna (huidige Libië).

### Azië
- Yūsuf Dhū Nuwas wordt koning van Himyar (Jemen). Hij hangt het joodse geloof aan en richt een slachting aan onder de christelijke Najran-clans, waarbij volgens bronnen ca. 20.000 mensen worden vermoord. De Aksumieten vallen, op verzoek om hulp van de Najran, Jemen binnen.
- Onder de Noordelijke Wei-dynastie wordt het Songyuesiklooster in Henan voltooid.

## Geboren
- Aurelianus, Frankisch aartsbisschop (overleden 551)

## Overleden
- 5 februari - Avitus, bisschop van Vienne
- 1 februari - Brigida van Kildare, Iers heilige
- 5 augustus - Hormisdas, paus van Rome
- Thrasamund, koning van de Vandalen